# تام بیر
تام بیر (انگلیسی: Tom Beere؛ زادهٔ ۲۷ ژانویهٔ ۱۹۹۵) بازیکن فوتبال اهل بریتانیا است.
از باشگاه‌هایی که در آن بازی کرده‌است می‌توان به باشگاه فوتبال همپتون و ریچموند بورو، باشگاه فوتبال بیشاپس استورتفورد، و باشگاه فوتبال ای‌اف‌سی ویمبلدون اشاره کرد.